# Isua Greenstone Belt
Isua Greenstone Belt je zelenokamový pás v provincii Nuuk na západním pobřeží Grónska. Jedná se o dosud nejucelenější a nejlépe prostudovaný úsek hornin z období eoarchaika, tedy o jedny z nejstarších hornin na Zemi. Jejich stáří je udáváno mezi 3700 a 3800 miliony let. Tento zelenokamový pás byl zároveň prvním objeveným pozůstatkem z eoarchaika.